# کامی‌دانا

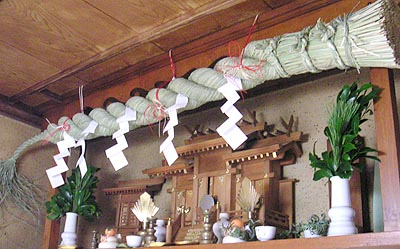
یک کامیدانا که شیمه‌ناوا (طناب) و شید (کاغذ زیگزاک) در آن مشاهده می‌شود

کامی‌دانا انگلیسی: 神棚, kami-dana، محراب‌های خانگی کوچک هستند که برای پرستش و زیارت کردن یک کامی شینتو تهیه شده‌اند. آنها بیشتر در ژاپن که کامی پرستش می‌شود، یافت می‌شوند.